# Birne (Herburger)
Birne ist die Heldin einer Reihe von Erzählbänden mit Abenteuergeschichten von Günter Herburger. Die phantastische Kinderbuchfigur, angelehnt an eine Glühlampe, wurde vom Sohn des Autors, Daniel Herburger, erfunden. Ab den 1970er Jahren mit Erfolg in der BRD veröffentlicht, fand die Reihe zum damaligen Zeitpunkt aufgrund ihrer sozialkritischen und antiautoritären Inhalte Beachtung. Illustriert wurden die Bücher von Daniel Herburger.

## Entstehung
Dem Vorwort zum ersten Band mit Birne-Geschichten ist zu entnehmen, dass Herburgers Sohn in jüngsten Jahren „etwas zum Denken“ von seinem Vater als Gutenachtgeschichte eingefordert habe, und zwar „über Birne“. Er habe dabei auf „die Straßenlampe vor seinem Fenster, deren Licht die ganze Nacht in sein Zimmer scheint“, gedeutet.

„Er wollte wissen, warum sie brenne, warum die Glühbirne darin zerbrechlich sei, warum sie ein Gas in sich habe. Er wollte alles wissen, und ich wußte wenig. Seitdem erzähle ich Geschichten über Birne.“

## Charakterisierung
Zur weiteren Anlage der Heldin in Herburgers Geschichten steuerte sein Erfinder dem Autor zufolge zudem Maßgebliches bei:

„Über Birne könnte man immer Geschichten erzählen, sagte er, nachts arbeite sie, am Tag, wenn sie ausgeschlafen habe, erlebe sie Abenteuer. Ich werde korrigiert, Lob und Tadel treffen mich gleichermaßen, ein Gesetz jedoch darf nie durchbrochen werden: Birne muß stets siegen, sie muß besser sein als alle anderen. Birne ist kein Mensch, sondern ein technischer Gegenstand mit menschlichen Eigenschaften.“

So hat Birne ein Herz für alle Notleidenden und Unterdrückten, lacht aber auch viel und stellt zudem manchen Unfug an. Die Figur besäße den „Mut eines Weltraumfahrers, den Gerechtigkeitssinn Jesu, die Robustheit und Langlebigkeit einer Schildkröte, die Begeisterungsfähigkeit Lenins und die Schönheit von Computerteilen“, so charakterisiert der Autor seine Heldin.
1970 veröffentlichte Herburger mit Birne fliegt zum Mars / Birne in der Kleiderfabrik seine ersten beiden Kindergeschichten, die er seinem Sohn am Kinderbett erzählt hatte, bei Hanser. 1971 erschienen dann zwei Bücher mit insgesamt 52 Birne-Geschichten inklusive der ersten beiden bei Luchterhand: Birne kann alles und Birne kann noch mehr. Ihnen ließ der Autor 1975 den Band Birne brennt durch folgen. Zu diesem Zeitpunkt waren bereits über 100 Geschichten mit Birne als Hauptperson entstanden.
Danach erschien erst über zwanzig Jahre später der Erzählband Birne kehrt zurück (1996). Dieses Buch entstand wiederum auf Anregung von Herburgers Sohn, der ihn nach Birnes möglicher Rückkehr in eine Welt befragte, nachdem sich das Konzept von Kommunismus und Sozialismus durch die Geschichte und den gesellschaftlichen Wandel quasi erledigt hätte. Herburger verwendete schon in seinen frühen Birne-Büchern absichtlich „keinen Kinderton“, er versuche „Kinder als gleichwertige Partner zu behandeln“ und sie nicht durch Verniedlichungen der Welt vom Denken abzuhalten, äußerte er sich einmal.

## Rezeption
Christoph Nettersheim sieht in den ab den 1970er Jahren erschienenen „antiautoritären Birne-Kinderbüchern sehr erfolgreiche Beiträge zur deutschen Kinder- und Jugendliteratur“. Leona Siebenschön berichtet 1972 in Die Zeit von begeisternden Lesungen Herburgers in deutschen Kindergärten und der Verwendung der Geschichten im Grundschulunterricht: „Der Lehrstoff müsse die gesellschaftliche Wirklichkeit widerspiegeln und die Kinder anregen zu Spielen und Gesprächen. Dazu aber seien Bücher nötig, die keine Konsumware sind, sondern als Vorlage taugen zur kritischen Verarbeitung. Kinder müssen sich ihrer sozialen Situation bewußt und ermutigt werden, über Möglichkeiten der Veränderung nachzudenken“, wird ein zeitgenössischer Pädagoge zitiert. Siebenschön sieht Birne, auch wenn Herburger seine gesellschaftskritische Überzeugung an keiner Stelle verschleiere, denn auch nicht als „Linke Literatur fürs Kinderzimmer“ an, sondern in erster Linie lieferten die Geschichten „Abenteuer und Information, Nonsens und Humor, Leben und eben nicht lehrhafte Polit-Parolen“. Birne gab es in den 1970er Jahren auch auf einer Sprechplatte und als Hörspiel. Sammelbände und Neuauflagen der Birne-Geschichten zeigen zudem die beachtliche Rezeption zu dieser Zeit an. Später ließ die Wirkung der Bücher nach.
2009 im Zusammenhang mit der durch die EU-Kommission erarbeiteten Richtlinie 2005/32/EG, die die stufenweisen Abschaffung der herkömmlichen Glühlampe zum Gegenstand hat, auf seinen Kinderbuchklassiker Birne kann alles angesprochen, äußerte Herburger sich zuletzt: „Birne könnte auch die EU-Kommission ausschalten“, wolle jedoch, dass die Bevölkerung selbst bemerkt, was sie an der herkömmlichen Glühlampe verloren habe.

## Veröffentlichungen

### Bücher
- Birne fliegt zum Mars / Birne in der Kleiderfabrik. Zwei Kindergeschichten, 1970
- Birne kann alles, 1971
- Birne kann noch mehr, 1971
- Birne brennt durch, 1975
- Birne-Geschichten. Eine Auswahl, 1978
- Birne. Die schönsten Geschichten aus Birne kann alles, Birne kann noch mehr und Birne brennt durch, 1980
- Birne kehrt zurück, 1996

### Lesung
Klaus Wagenbach veröffentlichte schon 1971 die Geschichte Birne macht Reklame aus dem zweiten Birne-Band Birne kann noch mehr gelesen durch den Autor selbst auf seiner 7. Quartplatte Warum ist die Banane krumm? neben Lesungen von Autoren wie Ernst Jandl, Peter Bichsel, Günter Bruno Fuchs und Peter Rühmkorf.

### Hörspiel
Radio Bremen produzierte im August 1975 zusammen mit der Deutschen Grammophon Gesellschaft eine Vertonung der Geschichten des ersten Bandes. An ihnen wirkte der Autor selbst als Erzähler mit, Birne wurde von Sabine Postel gesprochen. Diese Produktion erschien auch auf einer Schallplatte.